# Utriš
Utriš (rus. Утриш) je mali otok u Crnom moru, dio sela Boljšoj Utriš u Krasnodarskom kraju. Od rta Boljšoj Utriš odvojen je uskim tjesnacem, preko kojeg je izgrađen 20 metara dug metalni most.
Na otoku se nalazi svjetionik-spomenik, mala kapelica u zgradi starog svjetionika i zgrada biološke postaje. Nasuprot, na poluotoku, nalazi se dolfinarij Utriš.

## Svjetionik-spomenik
Svjetionik Utriš podignut je pored starog svjetionika (u čijem se prostoru sada nalazi kapelica) 1975. godine u znak sjećanja na sve mornare Azovsko-crnomorske flotile, kao i posadu transportnog broda. "Fabricius " (nazvan po Janu Fabriciusu), kojeg su tijekom Drugog svjetskog rata torpedirali Nijemci, te je zahvaljujući djelovanju posade pod zapovjedništvom M. Grigora izbačen na pješčani sprud, a zatim je dugo vremena (oko šest mjeseci) upozoravao na njemačke zračne napade na Novorosijsk, polijećući sa aerodroma u blizini Anape. Sam brod je davno uništen, ali metalni fragmenti trupa još uvijek se mogu pronaći na zapadnoj obali otoka.
Pokraj svjetionika nalazi se granitna ploča s imenima poginulih članova posade transportnog zrakoplova. U blizini je i spomenik posadi zrakoplova Jak-40 koji se srušio 1976. godine.